# 斯坦尼斯瓦娃·瓦拉谢维奇
斯坦尼斯瓦娃·瓦拉谢维奇（波蘭語：Stanisława Walasiewicz，1911年4月3日—1980年12月4日），田径运动员。出生于波兰，在美国成长，后入美籍。1932年洛杉矶奥运会女子100米冠军，前女子100米和200米世界纪录保持者。死后尸检结果显示其体内多数细胞有X、Y染色体各一条，少数细胞只有一条X染色体。国际奥委会和国际田联均承认其作为女选手的过往成绩、奖牌和纪录。

## 姓名
瓦拉谢维奇出生后洗礼时的姓名为斯特凡妮娅·瓦拉谢维丘芙娜（Stefania Walasiewiczówna）。但她生命中主要使用的波兰语名字是斯坦尼斯瓦娃，昵称斯塔西娅（Stasia）。去往美国后，更多地沿用父姓瓦拉谢维奇，而不是使用女性形式姓氏。在英语世界里，她使用的姓名是斯特拉·沃尔什（Stella Walsh）。

## 生平
1911年4月3日，瓦拉谢维奇出生在俄属波兰的小村庄维日霍夫尼亚。两岁时，全家移民到美国工业城市克利夫兰，在当地的波兰移民社区生活。
1927年，瓦拉谢维奇在《克利夫兰报》为寻找奥运选手而举办的比赛上崭露头角，但因为年纪太轻、无法取得美国国籍而未能参加1928年阿姆斯特丹奥运会。1929年，在赴波兰参加全斯拉夫索科尔大会时，她得到了波兰政府的关注，获邀代表波兰参赛。1930年世界女子运动会上，她包揽了60公尺、100公尺、200公尺的冠军，并帮助波兰队取得女子4×100米接力铜牌。
成年后，瓦拉谢维奇计划加入美籍，代表美国参加1932年洛杉矶奥运会。但大萧条严重打击了她和全家的经济状况，父亲失去了钢铁厂的工作，她也被纽约中央铁路公司裁员，而波兰政府则承诺提供工作和高等教育机会，最终她在入籍宣誓当天选择了放弃。她在奥运会上代表波兰出战，在100米比赛中以11.9秒、平世界纪录的表现夺冠，在铁饼比赛中取得第六名。
奥运会后，瓦拉谢维奇去往波兰，在华沙的中央体育学院修习新闻和体育课程。但她不适应欧洲的生活，在一次受伤后感到波兰当局对自己缺乏关照，于是很快就回到克利夫兰。此后数年，她多次打破女子100米和200米的世界纪录。但在1936年柏林奥运会上，她卫冕失败，不敌美国选手海伦·斯蒂芬斯。1938年，在首届允许女选手参赛的欧锦赛上，她包揽了100米和200米的金牌，在4×100米接力和跳远中摘银，还在标枪比赛中取得第六名。她的运动生涯随后被第二次世界大战打断。在战后首次欧锦赛上，35岁的她在100米和200米比赛中未能闯入决赛，仅在4×100米接力中获得第六。
1956年，45岁的瓦拉谢维奇与加利福尼亚的前职业摔跤手、拳击手哈里·奥尔森（Harry Olson）结婚，成为美国公民。她参加了接下来的美国田径奥运选拔赛，但未能取得参加墨尔本奥运会的资格。她不久后便与奥尔森分手，但还是在加州住了几年，1964年又回到克利夫兰。
1980年12月4日，瓦拉谢维奇在遭遇抢劫时因对方枪支走火而死亡，终年69岁。验尸报告显示，她没有子宫，有畸形的尿道和无功能、未发育的阴茎；体内的多数细胞有X、Y染色体各一条，少数细胞只有一条X染色体，即性染色体嵌合（45X0/46XY型）。验尸官裁定“她作为女性活着和死去（She lived and died a female）”。国际奥委会和国际田联均承认其作为女选手的过往成绩、奖牌和纪录。